# Медулла (Флорида)
Медулла (англ. Medulla) — переписна місцевість (CDP) в США, в окрузі Полк штату Флорида. Населення — 10 871 особа (2020).

## Географія
Медулла розташована за координатами 27°57′31″ пн. ш. 81°58′53″ зх. д. / 27.95861° пн. ш. 81.98139° зх. д. (27.958529, -81.981261).  За даними Бюро перепису населення США в 2010 році переписна місцевість мала площу 14,64 км², з яких 14,47 км² — суходіл та 0,17 км² — водойми.

## Демографія
Згідно з переписом 2010 року, у переписній місцевості мешкали 8892 особи в 3324 домогосподарствах у складі 2450 родин. Густота населення становила 607 осіб/км².  Було 3666 помешкань (250/км²).
Расовий склад населення:
| - 78,9 % — білих - 13,7 % — чорних або афроамериканців - 1,2 % — азіатів - 0,4 % — корінних американців - 3,1 % — осіб інших рас |

До двох чи більше рас належало 2,7 %. Частка іспаномовних становила 13,4 % від усіх жителів.
За віковим діапазоном населення розподілялося таким чином: 27,2 % — особи молодші 18 років, 63,8 % — особи у віці 18—64 років, 9,0 % — особи у віці 65 років та старші. Медіана віку мешканця становила 35,0 року. На 100 осіб жіночої статі у переписній місцевості припадало 93,2 чоловіків;  на 100 жінок у віці від 18 років та старших — 91,2 чоловіків також старших 18 років.
Середній дохід на одне домашнє господарство  становив 62 751 долар США (медіана — 51 263), а середній дохід на одну сім'ю — 72 082 долари (медіана — 59 571). Медіана доходів становила 43 287 доларів для чоловіків та 31 298 доларів для жінок. За межею бідності перебувало 12,4 % осіб, у тому числі 18,8 % дітей у віці до 18 років та 10,8 % осіб у віці 65 років та старших.
Цивільне працевлаштоване населення становило 4034 особи. Основні галузі зайнятості: роздрібна торгівля — 18,4 %, освіта, охорона здоров'я та соціальна допомога — 17,0 %, науковці, спеціалісти, менеджери — 14,1 %.